# Loch Daimh
Loch Daimh är en sjö i Storbritannien.   Den ligger i kommunen Perth and Kinross och riksdelen Skottland, i den nordvästra delen av landet, 600 km nordväst om huvudstaden London. Loch Daimh ligger 429 meter över havet. Arean är 2,3 kvadratkilometer. Trakten runt Loch Daimh består i huvudsak av gräsmarker. Den sträcker sig 1,6 kilometer i nord-sydlig riktning, och 5,2 kilometer i öst-västlig riktning.